# Harald J. Freyberger
Harald Jürgen Freyberger (* 25. Mai 1957 in Hamburg; † 6. Dezember 2018) war ein deutscher Arzt für Psychiatrie und Psychotherapie. Ab 1997 war er Professor für Psychiatrie, psychosomatische Medizin und Psychotherapie an der Ernst-Moritz-Arndt-Universität Greifswald.

## Biografie
Freyberger war der Sohn von Hellmuth Freyberger (1923–2012), der Professor der Abteilung für Psychosomatik der Medizinischen Hochschule Hannover war.

Freyberger erlangte 1978 in Hannover die Hochschulreife und absolvierte von 1980 bis 1986 ein Studium der Humanmedizin in Hamburg und Zürich. Von 1986 bis 1993 war er als wissenschaftlicher Assistent an der Klinik für Psychiatrie der Medizinischen Universität Lübeck tätig und absolvierte in dieser Zeit seine Ausbildung in psychodynamischer Psychotherapie und Verhaltenstherapie. 1987 erfolgte die Promotion zu Einzelfallstatistischen Untersuchungen in Psychotherapien.
1993 bis 1995 war er Oberarzt bei Horst Dilling  an der Klinik für Psychiatrie der Medizinischen Universität Lübeck, wo er sich 1996 zu diagnostischen Fragestellungen in der Psychiatrie und Psychotherapie habilitierte. 1996/1997 wirkte er als leitender Oberarzt bei Wolfgang Maier  an der Klinik für Psychiatrie und Psychotherapie der Friedrich-Wilhelms-Universität Bonn. Ab Dezember 1997 war er Universitätsprofessor für Psychiatrie, Psychotherapie und Psychosomatische Medizin und Direktor der Klinik und Poliklinik für Psychiatrie und Psychotherapie der Ernst-Moritz-Arndt Universität Greifswald im Helios Hanseklinikum Stralsund.
Freybergers Arbeits- und Forschungsschwerpunkte waren Klassifikation, Diagnostik und Epidemiologie psychischer Störungen, dissoziative und posttraumatische Belastungsstörungen, psychiatrische und psychotherapeutische Interventionsforschung sowie Versorgungs- und Therapieforschung.
Als Mitherausgeber der Zeitschriften Psychodynamische Psychotherapie, Zeitschrift für Psychiatrie, Psychologie und Psychotherapie, Trauma & Gewalt, Psychotherapeut und Mitglied im Editorial Board der Zeitschriften Psychotherapy and Psychosomatics, European Addition Research und Suchttherapie verfasste er mehr als 500 wissenschaftliche Veröffentlichungen in Zeitschriften und 19 Büchern.
Er starb Ende 2018 im Alter von 61 Jahren und wurde auf dem Zentralfriedhof in Stralsund beigesetzt.

## Gesellschaftliches Engagement
Freyberger engagierte sich für verschiedene Opfergruppen, so für die Opfer politischer Zersetzungsmaßnahmen in der DDR, für traumatisierte Gewaltopfer, für frühere Heimkinder der DDR, für Jugendliche, die in der DDR-Psychiatrie Unrecht erfahren haben, wie auch Opfer des DDR-Staatsdopings. Seine Recherchen und angestoßenen Projekte zum möglichen politischen Missbrauch der Psychiatrie durch das Ministerium für Staatssicherheit der DDR konnten von ihm vor seinem Tod nicht abgeschlossen werden.
Freyberger initiierte am Klinikum Stralsund eine umfassende Aufarbeitung der Krankenhaus-Geschichte während des Dritten Reichs und organisierte eine Reihe an Gedenkveranstaltungen, sowie das Aufstellen eines Mahnmals für 1939 deportierte Patienten und Stolperschwellen zum Gedenken an die Opfer von Zwangssterilisation.
Er war Mitglied der Deutschen Gesellschaft für Psychiatrie, Psychotherapie und Nervenheilkunde (DGPPN), der Arbeitsgemeinschaft für Methodik und Dokumentation in der Psychiatrie (AMDP), der Gesellschaft für Nervenheilkunde des Landes MV sowie der Gesellschaft für Psychotherapie des Landes MV (GPT-MV). Von 2016 bis 2018 war er Mitglied im Wissenschaftlichen Beirat der Lindauer Psychotherapiewochen.

## Schriften (Auswahl)
- Wolfgang Schneider, P. Hennigsen, R. Dohrenbusch, H. J. Freyberger, H. Irle, V. Köllner, B. Widder (Hrsg.): Begutachtung bei psychischen und psychosomatischen Erkrankungen: Autorisierte Leitlinien und Kommentare. Huber, Bern 2012, ISBN 978-3-456-84978-2.
- G. H. Seidler, H. J. Freyberger, A. Maercker (Hrsg.): Handbuch der Psychotraumatologie. Klett-Cotta, Stuttgart 2011, ISBN 978-3-608-94665-9.
- J. M. Fegert, A. Streeck-Fischer, H. J. Freyberger (Hrsg.): Kompendium Adoleszenzpsychiatrie. Schattauer, Stuttgart 2011, ISBN 978-3-7945-2828-8.
- H. J. Freyberger, W. Schneider, Rolf-Dieter Stieglitz (Hrsg.): Kompendium Psychiatrie, Psychotherapie, Psychosomatische Medizin. Huber, Bern 2011, ISBN 978-3-456-84977-5.
- H. Müßigbrodt, S. Kleinschmidt, A. Schürmann, H. J. Freyberger, H. Dilling: Psychische Störungen in der Praxis. Huber, Bern 2010, ISBN 978-3-456-84880-8.
- S. Barnow, H. J. Freyberger, W. Fischer, M. Linden (Hrsg.): Von Angst bis Zwang. Huber, Bern 2007, ISBN 978-3-456-83985-1.
- H. J. Freyberger, H.-J. Möller (Hrsg.): Die AMDP-Module. Hogrefe, Göttingen 2003, ISBN 3-8017-1758-5.